# Deuxième circonscription de Konteb
La deuxième circonscription de Konteb est une des 121 circonscriptions législatives de l'État fédéré des nations, nationalités et peuples du Sud, elle se situe dans la Zone Hadiya. Son représentant actuel est Endalkachew Tsegaye Disa.